# 清水洋 (音響工学者)
清水 洋（しみず ひろし、1925年〈大正14年〉4月17日 - 1991年〈平成3年〉12月13日）は、日本の音響工学者。工学博士（東北大学・1962年）。東北大学名誉教授、日本音響学会名誉会員。専門は電気音響工学、超音波工学。

## 略歴
新潟県新潟市白山浦（現 新潟市中央区白山浦）出身。1943年（昭和18年）3月に新潟中学校を卒業、1945年（昭和20年）3月に新潟高等学校を1年繰り上げ卒業、1948年（昭和23年）3月に東北大学工学部電気工学科を卒業。
1948年（昭和23年）3月に東北大学電気通信研究所助手に就任、菊池喜充のもとで研究、1955年（昭和30年）11月に同研究所助教授に就任、1962年（昭和37年）12月に東北大学工学部通信工学科第四講座教授に就任。
1969年（昭和44年）に圧電体にのみ存在する横波弾性表面波（BGS波 (Bleustein-Gulyaev-Shimizu wave)）を発見した。
1975年（昭和50年）から1976年（昭和51年）にかけての1年間、文部省在外研究員としてアメリカに留学。
1981年（昭和56年）7月に東北大学工学部通信工学科能動回路工学講座教授に就任、1984年（昭和59年）4月に東北大学工学部通信工学科電気音響学講座教授に就任。
1989年（平成元年）3月に東北大学を定年退官、4月に電気通信大学電子情報学科教授に就任、東北大学名誉教授の称号を受称、1991年（平成3年）4月に青森大学教授に就任。
1991年（平成3年）12月13日午前3時15分に仙台赤十字病院で胸腹膜炎のため死去、66歳没。

## 研究
超音波エレクトロニクスの研究で業績を上げた。

## 役職
- 1965年（昭和40年）5月 - 日本音響学会評議員
- 1985年（昭和60年）5月 - 日本音響学会理事
- 1987年（昭和62年）5月 - 日本音響学会副会長 - 1989年（平成元年）5月[3]

## 栄典・表彰
- 1966年（昭和41年）0 0 0 0 0 - 昭和41年度 全国発明表彰特許庁長官賞（「磁歪振動子用強磁性酸化物の製造法」）[11]
- 1980年（昭和55年）05月17日 - 第36回（昭和54年度）電子通信学会論文賞（論文「モノリシック圧電フィルタにおける2次元エネルギー閉込め振動」）[12]
- 1980年（昭和55年）05月17日 - 第24回（昭和54年度）電子通信学会著述賞（著書『通信工学基礎論』）[13]
- 1987年（昭和62年）05月16日 - 第43回（昭和61年度）電子情報通信学会論文賞（論文「圧電基板上のグレーティングによる弾性表面波の反射」）[14]
- 1990年（平成02年）0 0 0 0 0 - 第16回科学技術庁研究功績者表彰科学技術庁長官賞（「導体被覆による圧電体中 Shear Wave（英語版） の表面集中」）[15]
- 1991年（平成03年）12月13日 - 正四位[16]・勲二等瑞宝章[17]

## 門下生
- 中村僖良[18] - 電子工学者、東北大学名誉教授。

## 著作物

### 著書

#### 共著
- 『電気通信工学実験』小池勇二郎・安達三郎・鹿野哲生・上領香三・佐藤利三郎・柴山乾夫・永井淳・西田茂穂・松尾正之・松本伍良・虫明康人[共著]、電気通信学会[編]、コロナ社〈電気通信学会大学講座 35〉、1964年。
- 『ULTRASONIC TRANSDUCERS』福島弘毅・鈴木辰男・柴山乾夫・實吉純一[共著]、菊池喜充[編]、コロナ社〈Tohoku University Electronics Series II〉、1969年。
- 『エレクトロ・メカニカル機能部品』電気学会エレクトロ・メカニカル機能部品常置専門委員会[編]、オーム社書店[発売]、電気学会、1972年。
- 『電子・通信・電気工学実験 I』福島弘毅[編]、丸善〈電子・通信・電気工学基礎講座 19〉、1973年。
- 『電子・通信・電気工学実験 II』福島弘毅[編]、丸善〈電子・通信・電気工学基礎講座 19〉、1974年。
- 『磁性体ハンドブック』近角聡信・太田恵造・安達健五・津屋昇・石川義和[編]、朝倉書店、1975年。
- 『電子回路学』柴田幸男[共著]、丸善〈電子・通信・電気工学基礎講座 7〉、1975年。
- 『通信工学基礎論』虫明康人・佐藤利三郎[共著]、丸善〈電子・通信・電気工学基礎講座 10〉、1977年。
- 『弾性表面波工学』柴山乾夫[監修]、コロナ社[発売]、電子通信学会、1983年。
- 『極微構造エレクトロニクス』難波進[編著]、オーム社、1986年。
- 『ULTRASONIC SPECTROSCOPY and its applications to materials science』和田八三久[編]、1987年。
- 『電子情報通信ハンドブック』電子情報通信学会[編]、オーム社、1988年。

### 編書
- 『電気・電子応用計測』高木相[著]、西澤潤一・村上孝一・木村正行[共編]、朝倉書店〈電気・電子・情報工学基礎講座 6〉、1989年。
- 『離散数学』斎藤伸自・西関隆夫・千葉則茂[著]、西澤潤一・村上孝一・木村正行[共編]、朝倉書店〈電気・電子・情報工学基礎講座 33〉、1989年。
- 『電気・電子計測』新妻弘明・中鉢憲賢[著]、西澤潤一・村上孝一・木村正行[共編]、朝倉書店〈電気・電子・情報工学基礎講座 5〉、1989年。
- 『数値計算法』奈良久・早川美徳・阿部亨[著]、西澤潤一・村上孝一・木村正行[共編]、朝倉書店〈電気・電子・情報工学基礎講座 32〉、1991年。
- 『通信工学』高木相[著]、西澤潤一・村上孝一・木村正行[共編]、朝倉書店〈電気・電子・情報工学基礎講座 22〉、1992年。
- 『電気回路 I』斎藤伸自[著]、西澤潤一・村上孝一・木村正行[共編]、朝倉書店〈電気・電子・情報工学基礎講座 2〉、1993年。
- 『電気回路 II』斎藤伸自[著]、西澤潤一・村上孝一・木村正行[共編]、朝倉書店〈電気・電子・情報工学基礎講座 3〉、1993年。
- 『コンピュータプログラミング』川添良幸・青山智夫[著]、西澤潤一・村上孝一・木村正行[共編]、朝倉書店〈電気・電子・情報工学基礎講座 28〉、1995年。

### 論文
- CiNii収録論文 - CiNii